# Germeringer See
Der Germeringer See ist ein künstlicher See auf dem Gebiet der Stadt Germering im Landkreis Fürstenfeldbruck in Oberbayern, Deutschland. Der See liegt am Fuße des Parsbergs in unmittelbarer Nähe des Burgstalls Parsberg. 1971 wurde er als Badesee angelegt und 1976 zum Erholungsgebiet ausgebaut. Das Gewässer ist 2,5 ha groß und 6 m tief. Natürliche Quellen am Seegrund speisen den See mit Wasser, einen Zulauf hat er nicht.
Am südöstlichen Ufer gibt es einen kleinen Schilfgürtel, der der Wasserreinhaltung dient, an seinem Nordwestufer befinden sich zwei Feuchtflächen, die als Biotop ausgewiesen sind.
Der See wird als EU-Badegewässer eingestuft und gehört zu einem Naherholungsgebiet der Stadt Germering, das eine Gesamtfläche von zirka 10,5 ha hat, davon 3 ha baumbestandene Liegewiesen. Es gibt eine Wasserwacht, einen Kiosk und Freizeitanlagen für Basketball, Fußball und Beachvolleyball sowie einen Spielplatz und einen Grillbereich.
2009 verendeten einige der eingesetzten Forellen an der Fischseuche VHS, einer Krankheit, die für den Menschen ungefährlich ist. Daraufhin fischte man auf Empfehlung des Veterinäramtes den See ab und setzte im selben Jahr keine neuen Fische mehr ein.